# Peloribates neonominatus
Peloribates neonominatus är en kvalsterart som beskrevs av Subías 2004. Peloribates neonominatus ingår i släktet Peloribates och familjen Haplozetidae. Inga underarter finns listade i Catalogue of Life.